# Anisodes leptopasta
Anisodes leptopasta là một loài bướm đêm trong họ Geometridae.